# Villa Pisani
Este artículo se refiere a la Villa Pisani diseñada por Vincenzo Scamozzi.
La Villa Pisani, también llamada Villa Rocca-Pisani es una villa de estilo palladiano construida en 1576 por Vincenzo Scamozzi para Vettor Pisani en el actual municipio de Lonigo, en la provincia de Vicenza, Italia.

## Origen
Los Pisani, familia patricia y mecenas del Véneto, estaban relacionados con artistas y escritores de la talla de Paolo Veronese, Giambattista Maganza, Alessandro Vittoria y Andrea Palladio.

## Características
La villa está implantada sobre una colina, y se destaca libremente sobre el horizonte. El exterior tiene una forma cuadrada perfecta. La villa es diferente de todas las de la región del Véneto, ya que no fue diseñada ni equipada para vivir, sino como monumento en el paisaje, y lugar para el ocio y el relax en las largas tardes de verano y otoño.
El exterior es muy similar al estilo de Palladio. Su cúpula y pronaos con columnas jónicas recuerdan a la Villa la Rotonda, pero la planta interior, con un diseño y agrupación de los espacios muy diferente, la convierten en una obra original. La simetría ya no es biaxial, sino sobre el eje principal de la composición.